# Sick (сатирический журнал)
Sick — ежемесячный сатирический журнал, который выходил в США с 1960 по 1980 годы. Всего вышло 134 номера. Название можно перевести на русский язык как «Больной» и одновременно междометие «Ату!». Содержание журнала в основном было представлено комиксами и карикатурами на злободневные темы.

## История
Журнал Sick основал в 1960 году художник и автор комиксов Джо Саймон. Он же стал главным редактором издания и оставался им до конца 1960-х годов. Его сын Джим Саймон редактировал несколько номеров журнал в период с 1976 по 1977 год. Журнал выходил в издательстве Crestwood Publications (до выпуска № 62, 1968), а затем перешёл под контроль издательства Hewfred Publications. С 1976 году вплоть до прекращения выхода журнала его издателем являлось издательство Charlton Comics (с выпуска № 109).
Главным рисованным персонажем (маскотом) журнала Sick служил маленький врач без лица. Позже его заменили на человечка по имени Гекльберри Финк. Его нарисовал основатель сатирического журнала Mad Альфред Нойман. Он же посоветовал сменить прежний девиз издания. Вместо What, me worry? («Стоит ли волноваться?») появился слоган Why Try Harder? («Зачем усердствовать?»).
Постоянными авторами ежемесячника Sick были художники Анджело Торрес и Джек Дэвис (которые также сотрудничали с журналом Mad). Позднее к ним присоединились Говард Круз, Арнольд Дрейк, Эрни Шрёдер, а также графики из Вашингтона Джим Аткинс и Б. К. Тейлор. За оформление и подбор иллюстраций с 1961 года и до его смерти в 1967 году отвечал известный художник комиксов Боб Пауэлл.
В своей книге «История американских комиксов 1960—1964» исследователь Джон Уэллс писал:

«Там, где были едва заметны симптомы социально или политической проблемы, журнал Sick мог смело поставить диагноз… Причём юмор издания никак нельзя было назвать политически корректным». 
В 1980 году журнал прекратил своё существование.